# AIM-47 Falcon

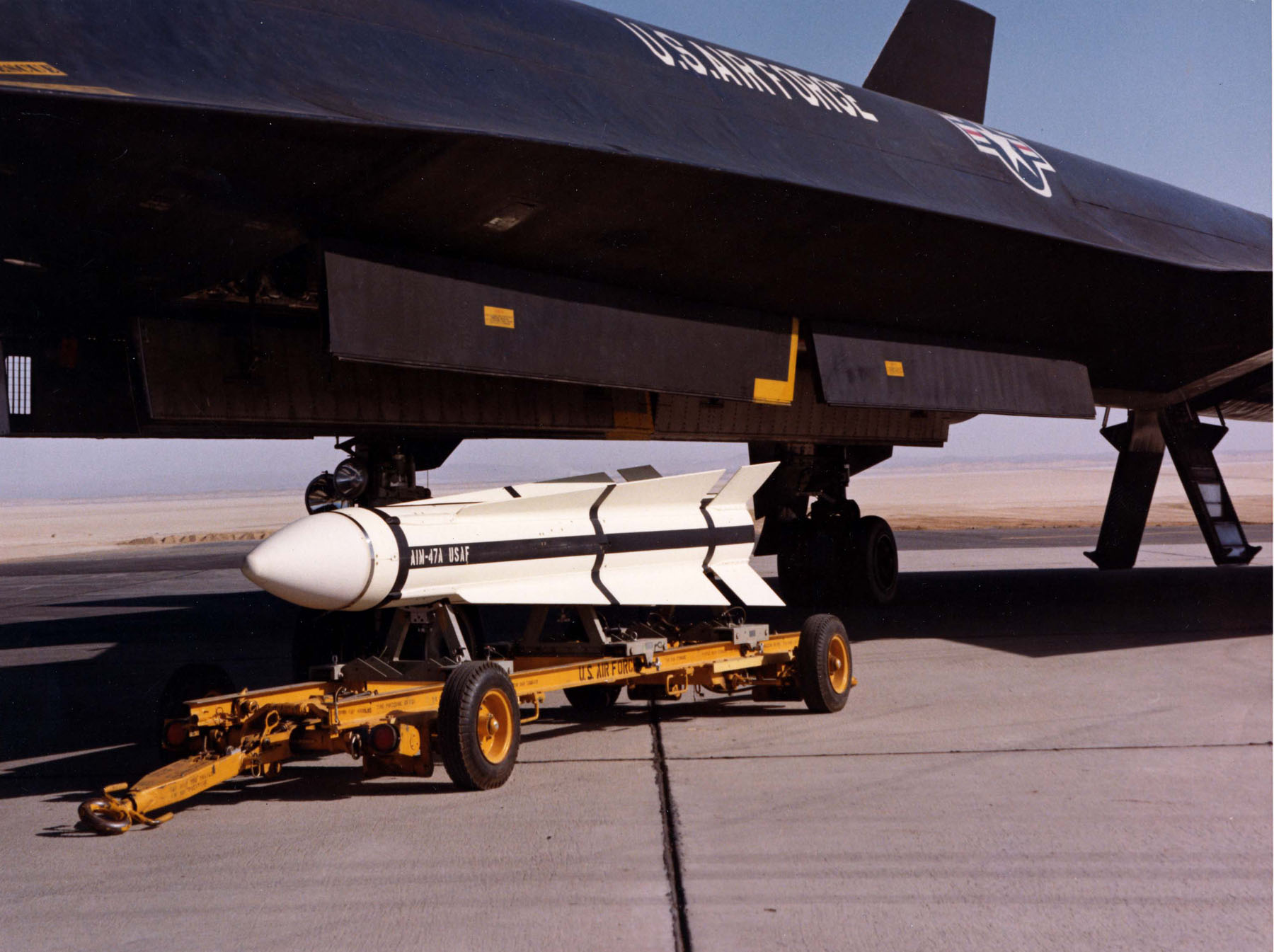
Un AIM-47 Falcon prêt à être chargé sur un Lockheed YF-12A.

Le AIM-47 Falcon, anciennement GAR-9, est un missile air-air longue portée développé par Hughes Aircraft qui partage la même base que l'AIM-4 Falcon.
Il a été développé en 1958 avec le nouveau radar de contrôle de tir Hughes AN/ASG-18 destiné à armer l'avion d'interception North American XF-108 Rapier et, après son annulation, le Lockheed YF-12A.
Il n'a jamais été utilisé opérationnellement, mais est un prédécesseur direct de l'AIM-54 Phoenix.